# César 2009
Die 34. Verleihung der Césars fand am 27. Februar 2009 im Théâtre du Châtelet in Paris statt. Die Zeremonie wurde live von dem französischen Bezahlfernsehsender Canal+ übertragen und im deutschsprachigen Raum von TV5 Monde Europe ausgestrahlt. Die Moderation oblag wie schon im Vorjahr dem französischen Regisseur und Schauspieler Antoine de Caunes, der die Gala mit einer Stepptanznummer in Ehrerbietung an den Film Singin’ in the Rain eröffnete. Präsidentin der Verleihung war die Schauspielerin Charlotte Gainsbourg.

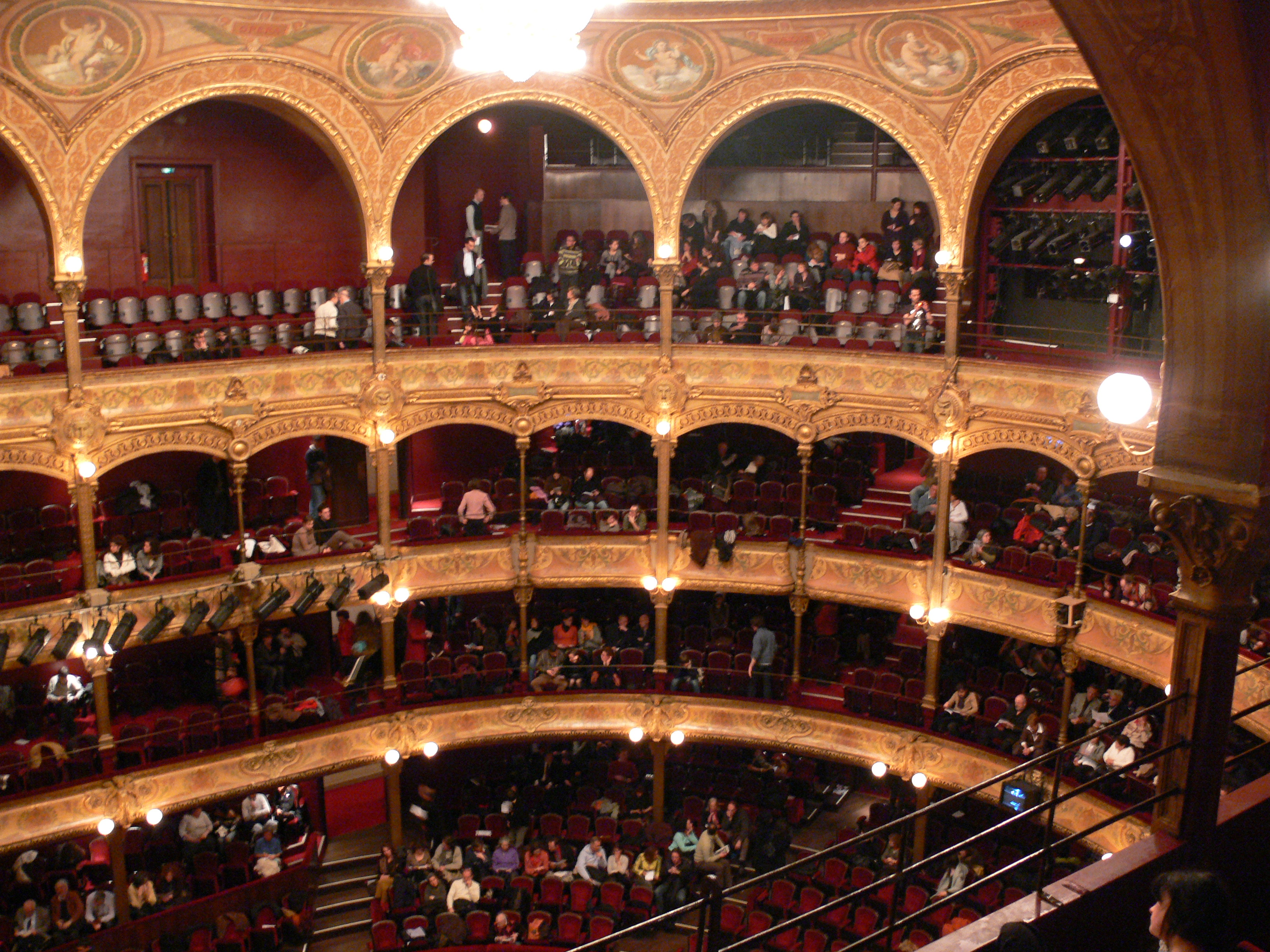
Das Théâtre du Châtelet, der Veranstaltungsort der Verleihung

## Favorisierte Filme

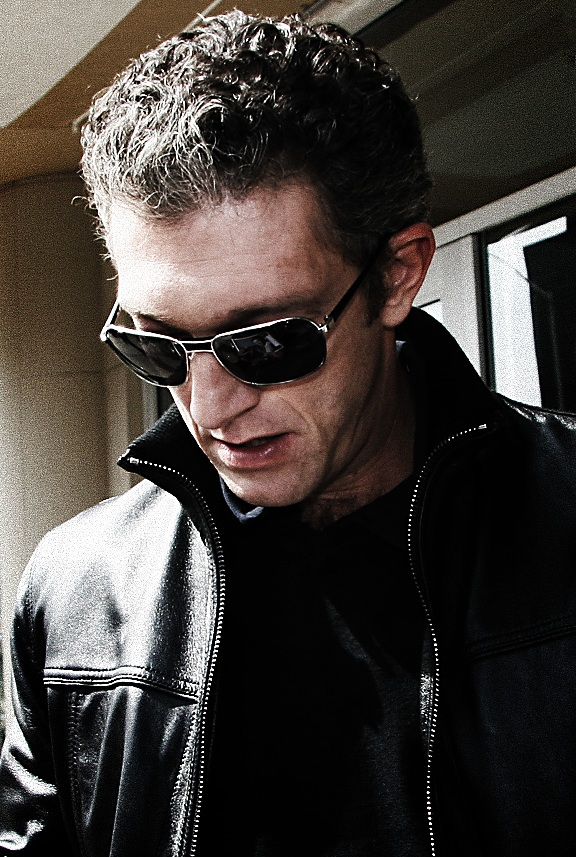
Bester Hauptdarsteller: Vincent Cassel für seine Titelrolle in dem Zweiteiler Mesrine

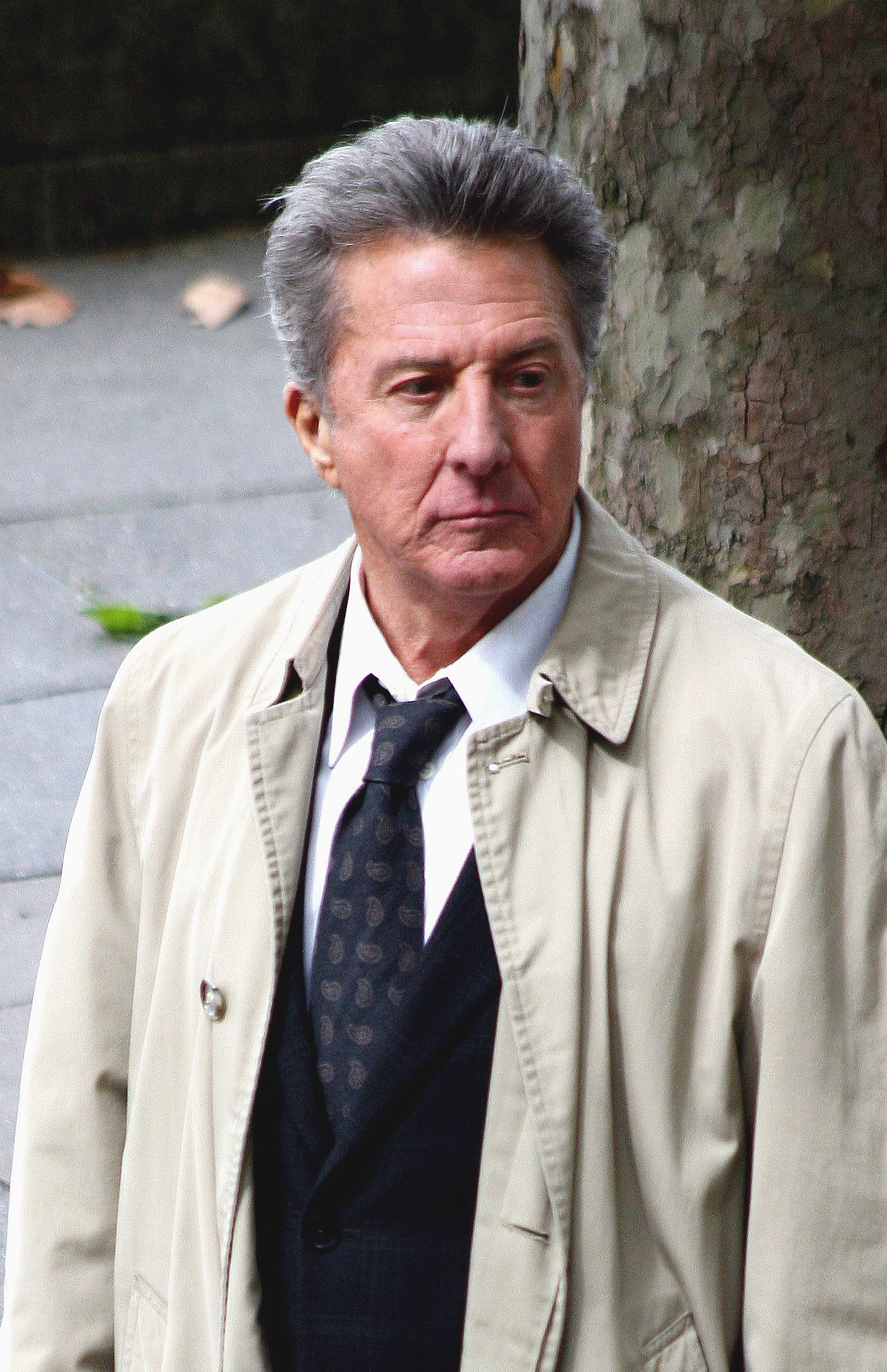
Ehrenpreisträger Dustin Hoffman

Bei Bekanntgabe der Nominierungen am 23. Januar 2009 dominierte Jean-François Richets zweiteiliger Spielfilm Mesrine (im deutschsprachigen Raum unter den Titeln Public Enemy No. 1 – Mordinstinkt und Public Enemy No. 1 – Todestrieb veröffentlicht) die Preisverleihung mit zehn Nominierungen. Der Thriller mit Vincent Cassel in der Titelrolle des französischen Gewaltverbrechers Jacques Mesrine war großer Erfolg beim Publikum beschieden und konkurrierte gegen sechs weitere Filmproduktionen, nachdem in den Vorjahren stets nur fünf Nominierte in der Kategorie Bester Film präsentiert worden waren. Den Preis für den besten Film des Jahres sicherte sich jedoch Martin Provosts Séraphine, der mit sieben von neun möglichen Trophäen zum erfolgreichsten Film des Abends avancierte. Das Drama erzählt die Geschichte der Séraphine Louis, die als Dienstmädchen im Haus des deutschen Kunsthändlers Wilhelm Uhde entdeckt wird und als Séraphine de Senlis zu einer der einflussreichsten naiven Malerinnen Frankreichs aufsteigt.
Neben den Preisen für das beste adaptierte Drehbuch, Filmmusik, Kamera, Kostüme und Szenenbild sicherte sich Séraphine auch die Auszeichnung für die beste Hauptdarstellerin, die an die Belgierin Yolande Moreau überreicht wurde. Moreau, die am Tag der Verleihung ihren 56. Geburtstag beging, hatte bereits vier Jahre zuvor den Preis für die Tragikomödie Wenn die Flut kommt erhalten. Sie setzte sich gegen die beiden Britinnen Kristin Scott Thomas (So viele Jahre liebe ich dich) und Tilda Swinton (Julia), die Françoise-Sagan-Darstellerin und frühere Preisträgerin Sylvie Testud (Bonjour Sagan) und Catherine Frot durch. Frot konkurrierte mit Pascal Thomas’ Agatha-Christie-Verfilmung Le crime est notre affaire das fünfte Mal vergeblich um den Preis als beste Hauptdarstellerin, was einen Minusrekord darstellte.
Vincent Cassel erhielt für seine Darstellung des Jacques Mesrine nach zwei erfolglosen Nominierungen den César als bester Hauptdarsteller. Der französische Schauspieler, der in seiner Rede mit einem kurzen Filmausschnitt an seinen zwei Jahre zuvor verstorbenen Vater Jean-Pierre Cassel erinnerte, war unter anderem gegenüber dem Coluche-Darsteller François-Xavier Demaison (Coluche, l’histoire d’un mec) und Guillaume Depardieu siegreich. Der im Oktober 2008 verstorbene Sohn von Gérard Depardieu hatte für den Part des temperamentvollen und schwerkranken Obdachlosen Damien in Pierre Schoellers Drama Versailles postum eine Nominierung erhalten. Mesrine erhielt weitere Preise für die beste Regie und den besten Ton.
Ebenfalls drei Césars erhielt Rémi Bezançons C’est la vie – So sind wir, so ist das Leben bei neun Nominierungen. Die Tragikomödie, die über eine Million Kinozuschauer in Frankreich erreicht hatte, gewann die Trophäen für die besten Nachwuchsdarsteller (Déborah François und den abwesenden Marc-André Grondin) und den besten Schnitt. Zwei Siege erreichte Philippe Claudels hochgelobtes Familiendrama So viele Jahre liebe ich dich (Beste Nebendarstellerin, Bestes Erstlingswerk), je eine Auszeichnung gewannen Arnaud Desplechins Ein Weihnachtsmärchen (Bester Nebendarsteller) und Laurent Cantets Goldene-Palme-Gewinner Die Klasse. Cantets Verfilmung eines Sachbuches von François Bégaudeau, die semidokumentarisch am Französisch-Unterricht einer durchschnittlichen und kulturell heterogenen Pariser Mittelstufen-Klasse teilnimmt, hatte wenige Tage zuvor erfolglos um den Oscar in der Kategorie Bester fremdsprachiger Film konkurriert.
Unprämiert blieb die ebenfalls in der Kategorie Bester Film nominierte Komödie So ist Paris von Cédric Klapisch, die drei Nominierungen erhalten hatte. Bereits im Vorfeld hatten die wahlberechtigten Mitglieder der Académie des Arts et Techniques du Cinéma, die die Césars vergibt, die erfolgreichen Komödien des Kinojahres 2008 fast völlig ignoriert. Dany Boons Willkommen bei den Sch’tis, der mit 17 Millionen verkauften Eintrittskarten zur erfolgreichsten Spielfilmproduktion in der französischen Filmgeschichte avancierte, erhielt nur eine Drehbuch-Nominierung. Dies hatte der französische Komiker und Regisseur algerischer Abstammung zum Anlass genommen, Kritik zu äußern und die diesjährige Verleihung zu boykottieren. Boon nahm aber schließlich als Laudator für den besten Erstlingsfilm an der Verleihung teil.
Christophe Barratiers Tragikomödie Paris, Paris – Monsieur Pigoil auf dem Weg zum Glück hatte nur fünf Nominierungen in technischen Kategorien erhalten und blieb ebenso wie So ist Paris und Willkommen bei den Sch’tis unprämiert. Die Auszeichnung für den besten ausländischen Film gewann Ari Folmans Waltz with Bashir. Der von Kritikern hochgelobte animierte Dokumentarfilm setzte sich unter anderem gegen den Europäischen-Filmpreis-Gewinner Gomorrha – Reise in das Reich der Camorra aus Italien, Sean Penns Drama Into the Wild und Paul Thomas Andersons im Jahr zuvor mehrfach für den Oscar nominiertes Epos There Will Be Blood durch. Wie auch in der Kategorie Bester Film waren sieben ausländische Filme nominiert worden, statt wie in den Vorjahren fünf. Den Preis für den besten Dokumentarfilm gewann Agnès Varda für Die Strände von Agnès. Die renommierte Autorenfilmerin stellt in ihrem Werk Kindheits- und andere Erinnerungen nach und geht unter anderem auf die frühen Tage der Nouvelle Vague und die Aufbruchstimmung der 1960er Jahre in den USA ein.
Mit dem Ehrenpreis ausgezeichnet wurde der US-amerikanische Schauspieler Dustin Hoffman. Der zweimalige Oscar-Preisträger war wenige Tage zuvor bereits mit dem höchsten französischen Kulturorden, dem Ordre des Arts et des Lettres, geehrt worden und erhielt die Auszeichnung von seiner Schauspielkollegin Emma Thompson (Liebe auf den zweiten Blick). Erinnert wurde an den renommierten französischen Filmregisseur und Produzenten Claude Berri, der wenige Tage vor Bekanntgabe der César-Nominierungen ebenso verstorben war wie Georges Cravenne, der Begründer des französischen Filmpreises.

## Gewinner und Nominierungen

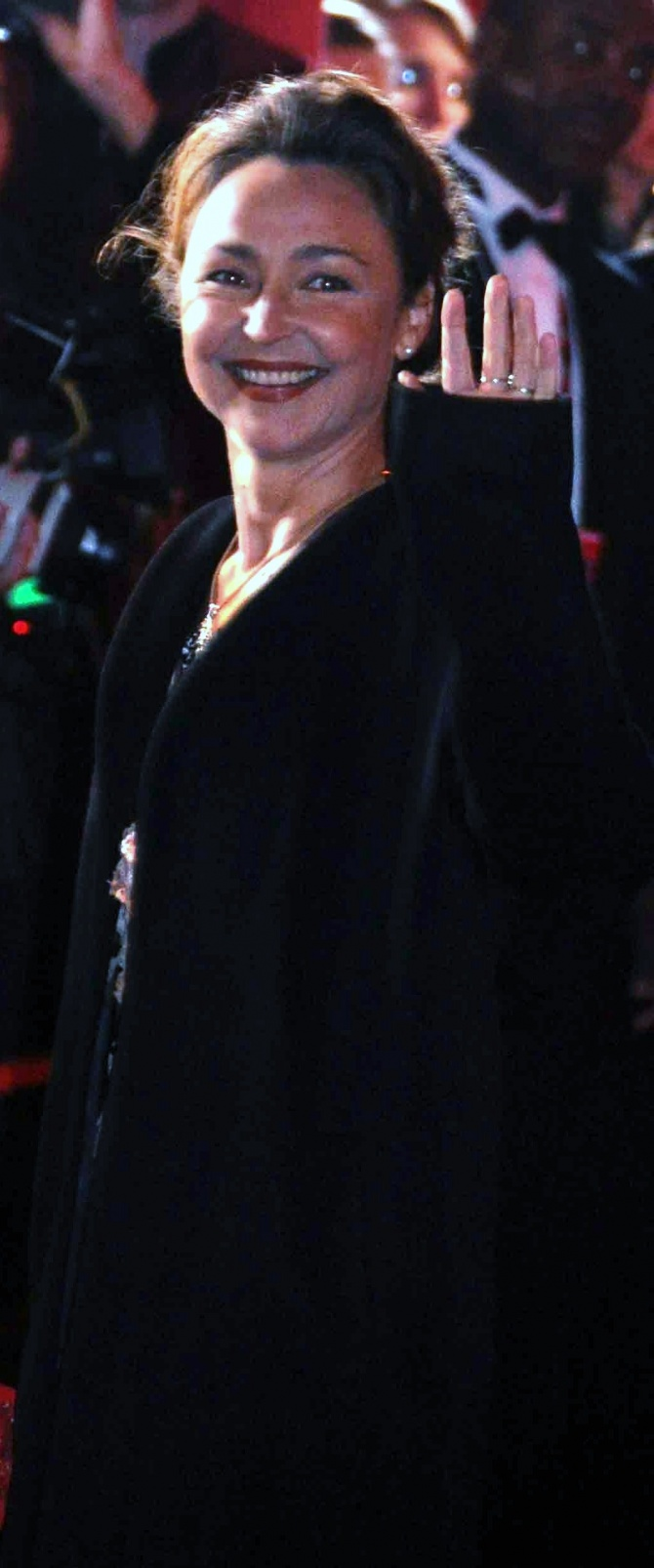
Als beste Hauptdarstellerin nominiert: Catherine Frot

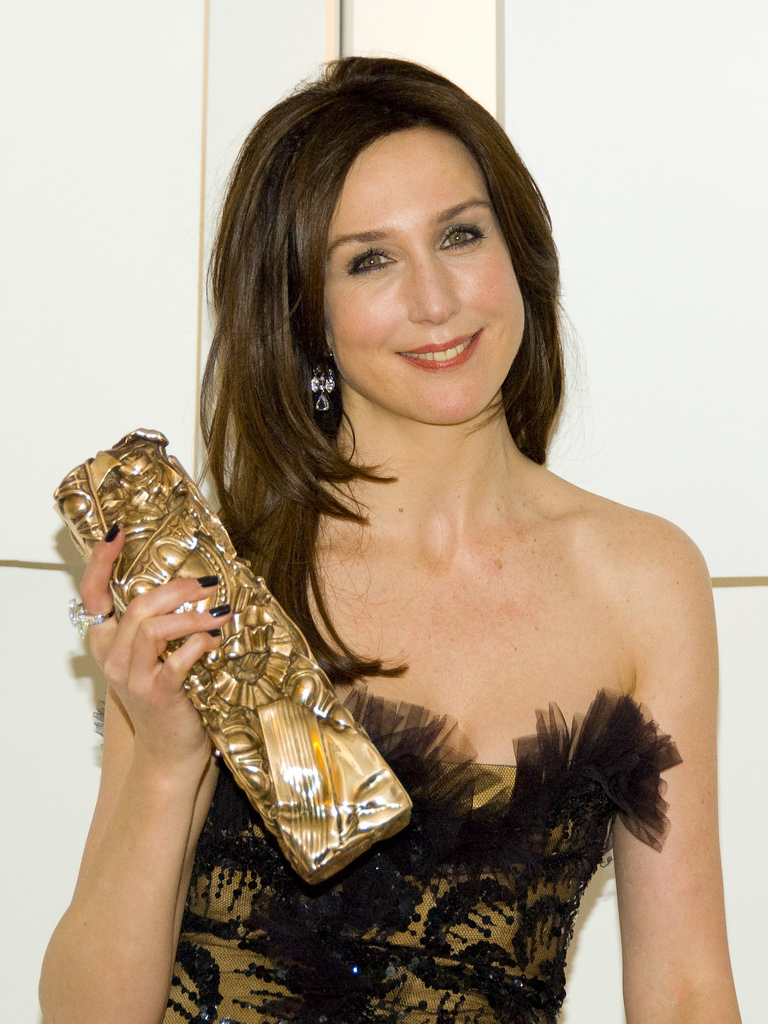
Mit dem César als beste Nebendarstellerin prämiert: Elsa Zylberstein

| Statistik (Filme mit mehr als einer Nominierung) N=Nominierung; A=Auszeichnung |    |   |
| Film                                                                           | N  | A |
| Public Enemy No. 1 – Mordinstinkt / Public Enemy No. 1 – Todestrieb            | 10 | 3 |
| Séraphine                                                                      | 9  | 7 |
| C’est la vie – So sind wir, so ist das Leben                                   | 9  | 3 |
| Ein Weihnachtsmärchen                                                          | 9  | 1 |
| So viele Jahre liebe ich dich                                                  | 6  | 2 |
| Die Klasse                                                                     | 5  | 1 |
| Paris, Paris – Monsieur Pigoil auf dem Weg zum Glück                           | 5  | 0 |
| Bonjour Sagan                                                                  | 3  | 0 |
| Das schöne Mädchen                                                             | 3  | 0 |
| Home                                                                           | 3  | 0 |
| So ist Paris                                                                   | 3  | 0 |
| Tage oder Stunden                                                              | 3  | 0 |
| Aide-toi, le ciel t’aidera                                                     | 2  | 0 |
| Das Mädchen aus Monaco                                                         | 2  | 0 |
| Le crime est notre affaire                                                     | 2  | 0 |
| Versailles                                                                     | 2  | 0 |

### Bester Film (Meilleur film)
präsentiert von Charlotte Gainsbourg und Sean Penn
Séraphine – Regie: Martin Provost
- Die Klasse (Entre les murs) – Regie: Laurent Cantet
- Public Enemy No. 1 – Mordinstinkt (Mesrine: L’instinct de mort) und Public Enemy No. 1 – Todestrieb (Mesrine: L’ennemi public nº1) – Regie: Jean-François Richet
- C’est la vie – So sind wir, so ist das Leben (Le premier jour du reste de ta vie) – Regie: Rémi Bezançon
- So ist Paris (Paris) – Regie: Cédric Klapisch
- So viele Jahre liebe ich dich (Il y a longtemps que je t’aime) – Regie: Philippe Claudel
- Ein Weihnachtsmärchen (Un conte de Noël) – Regie: Arnaud Desplechin

### Beste Regie (Meilleur réalisateur)
präsentiert von Carole Bouquet
Jean-François Richet – Public Enemy No. 1 – Mordinstinkt (Mesrine: L’instinct de mort) und Public Enemy No. 1 – Todestrieb (Mesrine: L’ennemi public nº1)
- Rémi Bezançon – C’est la vie – So sind wir, so ist das Leben (Le premier jour du reste de ta vie)
- Laurent Cantet – Die Klasse (Entre les murs)
- Arnaud Desplechin – Ein Weihnachtsmärchen (Un conte de Noël)
- Martin Provost – Séraphine

### Bester Hauptdarsteller (Meilleur acteur)
präsentiert von Diane Kruger
Vincent Cassel – Public Enemy No. 1 – Mordinstinkt (Mesrine: L’instinct de mort) und Public Enemy No. 1 – Todestrieb (Mesrine: L’ennemi public nº1)
- François-Xavier Demaison – Coluche, l’histoire d’un mec
- Guillaume Depardieu – Versailles
- Albert Dupontel – Tage oder Stunden (Deux jours à tuer)
- Jacques Gamblin – C’est la vie – So sind wir, so ist das Leben (Le premier jour du reste de ta vie)

### Beste Hauptdarstellerin (Meilleure actrice)
präsentiert von Lambert Wilson
Yolande Moreau – Séraphine
- Catherine Frot – Le crime est notre affaire
- Kristin Scott Thomas – So viele Jahre liebe ich dich (Il y a longtemps que je t’aime)
- Tilda Swinton – Julia
- Sylvie Testud – Bonjour Sagan (Sagan)

### Bester Nebendarsteller (Meilleur acteur dans un second rôle)
präsentiert von Julie Depardieu
Jean-Paul Roussillon – Ein Weihnachtsmärchen (Un conte de Noël)
- Benjamin Biolay – Stella
- Claude Rich – Aide-toi, le ciel t’aidera
- Pierre Vaneck – Tage oder Stunden (Deux jours à tuer)
- Roschdy Zem – Das Mädchen aus Monaco (La fille de Monaco)

### Beste Nebendarstellerin (Meilleure actrice dans un second rôle)
präsentiert von Tomer Sisley
Elsa Zylberstein – So viele Jahre liebe ich dich (Il y a longtemps que je t’aime)
- Jeanne Balibar – Bonjour Sagan (Sagan)
- Anne Consigny – Ein Weihnachtsmärchen (Un conte de Noël)
- Édith Scob – Ende eines Sommers (L’heure d’été)
- Karin Viard – So ist Paris (Paris)

### Bester Nachwuchsdarsteller (Meilleur jeune espoir masculin)
präsentiert von Cécile Cassel
Marc-André Grondin – C’est la vie – So sind wir, so ist das Leben (Le premier jour du reste de ta vie)
- Ralph Amoussou – Aide-toi, le ciel t’aidera
- Laurent Capelluto – Ein Weihnachtsmärchen (Un conte de Noël)
- Grégoire Leprince-Ringuet – Das schöne Mädchen (La belle personne)
- Pio Marmaï – C’est la vie – So sind wir, so ist das Leben (Le premier jour du reste de ta vie)

### Beste Nachwuchsdarstellerin (Meilleur jeune espoir féminin)
präsentiert von Gaspard Ulliel
Déborah François – C’est la vie – So sind wir, so ist das Leben (Le premier jour du reste de ta vie)
- Marilou Berry – Vilaine
- Louise Bourgoin – Das Mädchen aus Monaco (La fille de Monaco)
- Anaïs Demoustier – Wir sind alle erwachsen (Les grandes personnes)
- Léa Seydoux – Das schöne Mädchen (La belle personne)

### Bestes Erstlingswerk (Meilleur premier film)
präsentiert von Dany Boon
So viele Jahre liebe ich dich (Il y a longtemps que je t’aime) – Regie: Philippe Claudel
- Home – Regie: Ursula Meier
- Maskeraden (Mascarades) – Regie: Lyes Salem
- Ohne Schuld (Pour elle) – Regie: Fred Cavayé
- Versailles – Regie: Pierre Schoeller

### Bestes Originaldrehbuch (Meilleur scénario original)
präsentiert von Florence Foresti
Marc Abdelnour und Martin Provost – Séraphine
- Rémi Bezançon – C’est la vie – So sind wir, so ist das Leben (Le premier jour du reste de ta vie)
- Dany Boon, Franck Magnier und Alexandre Charlot – Willkommen bei den Sch’tis (Bienvenue chez les Ch’tis)
- Philippe Claudel – So viele Jahre liebe ich dich (Il y a longtemps que je t’aime)
- Arnaud Desplechin und Emmanuel Bourdieu – Ein Weihnachtsmärchen (Un conte de Noël)

### Bestes adaptiertes Drehbuch (Meilleur scénario adaptation)
präsentiert von Tilda Swinton
Laurent Cantet, François Bégaudeau und Robin Campillo – Die Klasse (Entre les murs)
- Eric Assous, François d’Épenoux und Jean Becker – Tage oder Stunden (Deux jours à tuer)
- Clémence de Biéville, François Caviglioli und Nathalie Lafaurie – Le crime est notre affaire
- Abdel Raouf Dafri und Jean-François Richet – Public Enemy No. 1 – Mordinstinkt (Mesrine: L’instinct de mort) und Public Enemy No. 1 – Todestrieb (Mesrine: L’ennemi public nº1)
- Christophe Honoré und Gilles Taurand – Das schöne Mädchen (La belle personne)

### Beste Filmmusik (Meilleure musique écrite pour un film)
präsentiert von Aïssa Maïga
Michael Galasso – Séraphine
- Jean-Louis Aubert – So viele Jahre liebe ich dich (Il y a longtemps que je t’aime)
- Marco Beltrami und Marcus Trumpp – Public Enemy No. 1 – Mordinstinkt (Mesrine: L’instinct de mort) und Public Enemy No. 1 – Todestrieb (Mesrine: L’ennemi public nº1)
- Sinclair – C’est la vie – So sind wir, so ist das Leben (Le premier jour du reste de ta vie)
- Reinhardt Wagner – Paris, Paris – Monsieur Pigoil auf dem Weg zum Glück (Faubourg 36)

### Bestes Szenenbild (Meilleurs décors)
präsentiert vom Laiendarsteller-Ensemble des Films Die Klasse
Thierry François – Séraphine
- Emile Ghigo – Public Enemy No. 1 – Mordinstinkt (Mesrine: L’instinct de mort) und Public Enemy No. 1 – Todestrieb (Mesrine: L’ennemi public nº1)
- Yvan Niclass – Home
- Jean Rabasse – Paris, Paris – Monsieur Pigoil auf dem Weg zum Glück (Faubourg 36)
- Olivier Raoux – Les enfants de Timpelbach

### Beste Kostüme (Meilleurs costumes)
präsentiert von Guillaume Gallienne und Amira Casar
Madeline Fontaine – Séraphine
- Pierre-Jean Larroque – Female Agents – Geheimkommando Phoenix (Les femmes de l’ombre)
- Virgine Montel – Public Enemy No. 1 – Mordinstinkt (Mesrine: L’instinct de mort) und Public Enemy No. 1 – Todestrieb (Mesrine: L’ennemi public nº1)
- Nathalie du Roscoät – Bonjour Sagan (Sagan)
- Carine Sarfati – Paris, Paris – Monsieur Pigoil auf dem Weg zum Glück (Faubourg 36)

### Beste Kamera (Meilleure photographie)
präsentiert von Mylène Jampanoï
Laurent Brunet – Séraphine
- Robert Gantz – Public Enemy No. 1 – Mordinstinkt (Mesrine: L’instinct de mort) und Public Enemy No. 1 – Todestrieb (Mesrine: L’ennemi public nº1)
- Éric Gautier – Ein Weihnachtsmärchen (Un conte de Noël)
- Agnès Godard – Home
- Tom Stern – Paris, Paris – Monsieur Pigoil auf dem Weg zum Glück (Faubourg 36)

### Bester Ton (Meilleur son)
präsentiert von Guillaume Gallienne und Amira Casar
Jean Minondo, Gérard Hardy, Alexandre Widmer, Loïc Prian, François Groult und Hervé Buirette – Public Enemy No. 1 – Mordinstinkt (Mesrine: L’instinct de mort) und Public Enemy No. 1 – Todestrieb (Mesrine: L’ennemi public nº1)
- Jean-Pierre Laforce, Nicolas Cantin und Sylvain Malbrant – Ein Weihnachtsmärchen (Un conte de Noël)
- Olivier Mauvezin, Agnès Ravez, Jean-Pierre Laforce – Die Klasse (Entre les murs)
- Daniel Sobrino, Roman Dymny und Vincent Goujon – Paris, Paris – Monsieur Pigoil auf dem Weg zum Glück (Faubourg 36)
- Philippe Vandendriessche, Emmanuel Croset und Ingrid Ralet – Séraphine

### Bester Schnitt (Meilleur montage)
präsentiert von Laurent Stocker und Léa Drucker
Sophie Reine – C’est la vie – So sind wir, so ist das Leben (Le premier jour du reste de ta vie)
- Laurence Briaud – Ein Weihnachtsmärchen (Un conte de Noël)
- Robin Campillo und Stéphanie Léger – Die Klasse (Entre les murs)
- Francine Sandberg – So ist Paris (Paris)
- Hervé Schneid und Bill Pankow – Public Enemy No. 1 – Mordinstinkt (Mesrine: L’instinct de mort) und Public Enemy No. 1 – Todestrieb (Mesrine: L’ennemi public nº1)

### Bester Kurzfilm (Meilleur court métrage)
präsentiert von Julie Ferrier
Les miettes – Regie: Pierre Pinaud
- Les paradis perdus – Regie: Hélier Cisterne
- Neben der Spur (Skhizein) – Regie: Jérémy Clapin
- Taxi Wala – Regie: Lola Frederich
- Une leçon particulière – Regie: Raphaël Chevènement

### Bester Dokumentarfilm (Meilleur film documentaire)
präsentiert von Élie Semoun
Die Strände von Agnès (Les plages d’Agnès) – Regie: Agnès Varda
- Ihr Name ist Sabine (Elle s’appelle Sabine) – Regie: Sandrine Bonnaire
- J’irai dormir à Hollywood – Regie: Antoine de Maximy
- Tabarly – Regie: Pierre Marcel
- Bäuerliche Profile 3: Neue Zeiten (Profils paysans: La vie moderne) – Regie: Raymond Depardon

### Bester ausländischer Film (Meilleur film étranger)
präsentiert von Monica Bellucci
Waltz with Bashir (ואלס עם באשיר / Vals Im Bashir), Deutschland/Israel/Frankreich – Regie: Ari Folman
- Eldorado, Belgien/Frankreich – Regie: Bouli Lanners
- Gomorrha – Reise in das Reich der Camorra (Gomorra), Italien – Regie: Matteo Garrone
- Into the Wild, USA – Regie: Sean Penn
- Lornas Schweigen (Le silence de Lorna), Belgien/Frankreich/Italien/Deutschland – Regie: Jean-Pierre und Luc Dardenne
- There Will Be Blood, USA – Regie: Paul Thomas Anderson
- Two Lovers, USA – Regie: James Gray

## Ehrenpreis (César d’honneur)
präsentiert von Emma Thompson
- Dustin Hoffman, US-amerikanischer Filmschauspieler